# David Horváth
David Horváth (* 25. září 1972) je český fotograf, filmař, snowboardový designér a trenér, skateboardista a bývalý profesionální snowboardista.

## Život a kariéra
Během své snowboardistické kariéry v letech 1997 až 2001 závodil ve Světovém poháru ve snowboardingu. Také se stal desetkrát mistrem Česka v jízdě na u-rampě. Po ukončení sportovní kariéry se věnuje trénování, fotografování a filmování. Založil společnost DHC production, která se věnuje tvorbě videí a fotografií adrenalinových sportů jako jsou snowboarding, skateboarding apod. Podle Michala Novotného byl Horváth ve své době s Martinem Černíkem nejlepším českým snowboardistou.
V březnu roku 2021 se spolu s dalšími pěti lidmi zúčastnil heliskiingu na Aljašce. Všichni přítomní na palubě včetně tehdy nejbohatšího Čecha Petra Kellnera, dvou zkušených průvodců Gregoryho Harmse a Seana McManamyho, pilota helikoptéry Zacharyho Russela a trenéra Benjamina Larochaixe při nehodě vrtulníku zemřeli, až na Horvátha. Po nálezu místa nehody byl z vrtulníku vyproštěn těžce zraněný Horváth, který byl přepraven do nemocnice Providence Alaska Medical Center v aljašském městě Anchorage, kde se jeho stav později stabilizoval.
Mezi jeho zájmy patří skateboarding, kde vyhledává jízdu v rádiusech a bazénech. Ve stodole u domu si postavil betonový skateboardový bazén. Dříve by team managerem mnohých českých skateboardových týmů. Mezi jeho další záliby patří jízda na motocyklu Harley - Davidson. 